# SKIF Lwów (piłka nożna kobiet)
SKIF Lwów (ukr. СК «СКІФ» Львів) – ukraiński klub piłki nożnej mężczyzn i kobiet, mający siedzibę w mieście Lwów na zachodzie kraju, grający w 2000 w rozgrywkach ukraińskiej Wyższej ligi piłki nożnej.

## Historia
Chronologia nazw:
- 1957: SK SKIF Lwów (ukr. СК «СКІФ» Львів)

Klub piłkarski SK SKIF został założony we Lwowie w 1957 roku i reprezentował Lwowski Państwowy Instytut Kultury Fizycznej, w skrócie LDIFK. W 1992 Instytut został przekształcony w Lwowski Państwowy Uniwersytet Kultury Fizycznej, w skrócie LDUFK. W 2000 żeński zespół zgłosił się do rozgrywek Wyższej ligi. W debiutowym sezonie drużyna zajęła ostatnie 4.miejsce w grupie drugiej. Jednak po zakończeniu sezonu zrezygnowała z dalszych występów na dużym boisku.

## Barwy klubowe, strój, herb, hymn
|  |  |

Klub ma barwy niebiesko-żółte. Piłkarki domowe spotkania zazwyczaj grają w żółtych koszulkach, niebieskich spodenkach oraz żółtych getrach.

## Sukcesy

### Trofea międzynarodowe
Nie uczestniczył w rozgrywkach europejskich (stan na 31-05-2021).

### Trofea krajowe
piłka nożna
| \| \| Zdobyte trofea w rozgrywkach Ukrainy (stan na: 31-05-2021) \| |                                                            |      |             |
| Rozgrywki                                                           | Osiągnięcie                                                | Razy | Sezon(y)    |
| Mistrzostwo                                                         | I miejsce                                                  | 0    |             |
| Mistrzostwo                                                         | II miejsce                                                 | 0    |             |
| Mistrzostwo                                                         | III miejsce                                                | 0    |             |
| Mistrzostwo                                                         | 4.miejsce                                                  | 1    | 2000 (gr.B) |
| Puchar                                                              | zdobywca                                                   | 0    |             |
| Puchar                                                              | finalista                                                  | 0    |             |
| II liga                                                             | I miejsce                                                  | 0    |             |
| II liga                                                             | II miejsce                                                 | 0    |             |
| II liga                                                             | III miejsce                                                | 0    |             |
| Ukraina                                                             | Zdobyte trofea w rozgrywkach Ukrainy (stan na: 31-05-2021) |      |             |

## Poszczególne sezony
piłka nożna

### Rozgrywki międzynarodowe

#### Europejskie puchary
Nie uczestniczył w rozgrywkach europejskich (stan na 31-05-2021).

### Rozgrywki krajowe
| \| Ukraina \| Bilans występów klubu w rozgrywkach piłkarskich Ukrainy (Stan na 31 maja 2021 r.) \| \| |                                                                                   |        |       |   |   |   |    |    |     |      |        |        |      |
| Poziom                                                                                                | Rozgrywki                                                                         | Sezony | Mecze | Z | R | P | B+ | B– | Pkt | Lata | Awanse | Spadki | Naj. |
| I | Wyszcza liha                                                                      | 1      |       |   |   |   |    |    |     | 2000 | 0      | 0      | 4    |
| II | Persza liha                                                                       | 0      |       |   |   |   |    |    |     |      |        |        |      |
| | Puchar Ukrainy                                                                    | 0      |       |   |   |   |    |    |     |      | 0      | 0      |      |
| Ukraina                                                                                               | Bilans występów klubu w rozgrywkach piłkarskich Ukrainy (Stan na 31 maja 2021 r.) |        |       |   |   |   |    |    |     |      |        |        |      |

## Struktura klubu

### Stadion
Klub rozgrywa swoje mecze domowe na stadionie Skif we Lwowie o pojemności 3742 widzów.

### Inne sekcje
Klub oprócz głównej drużyny prowadzi drużynę młodzieżowe oraz dla dzieci, grające w turniejach miejskich.

## Kibice i rywalizacja z innymi klubami

### Derby
- Lwiwianka Lwów